# Shanxi Television
Shanxi Television (chinesisch 山西广播电视总台, Abkürzung SXTV) ist ein Fernsehsender in der Volksrepublik China, Sitz des Senders ist Taiyuan in der Provinz Shanxi. 
Shanxi Television wurde 1960 gegründet und in der Provinz Shanxi und in Teilen der Provinzen Innere Mongolei, Hebei und Shaanxi ausgestrahlt. Über die Satelliten Chinasat 6A und Chinasat 9 erreicht der Sender 220 Millionen Zuschauer in ganz China. Neben seinen Hauptsendern SXTV-1 und SXTV-2 betreibt Shanxi Television noch mehrere Spartensender, darunter einen Kinder-, einen Wirtschafts- und einen Bildungskanal.